# An Sgarsoch
An Sgarsoch är ett berg i Storbritannien.   Det ligger i kommunen Perth and Kinross och riksdelen Skottland, i den norra delen av landet, 600 km norr om huvudstaden London. Toppen på An Sgarsoch är 1 006 meter över havet.
Terrängen runt An Sgarsoch är huvudsakligen lite kuperad. Trakten runt An Sgarsoch är nära nog obefolkad, med mindre än två invånare per kvadratkilometer. Det finns inga samhällen i närheten. Omgivningarna runt An Sgarsoch är i huvudsak ett öppet busklandskap.